# Sen Soulintha
Sen Soulintha hay Sen Soulinthara (sinh 1511 tại Nong Khai, mất 1582 tại Viêng Chăn), danh xưng hoàng gia là Samdach Brhat-Anya Chao Sumangala Ayaka Budhisana Raja Sri Sadhana Kanayudha, là vua thứ 19 của Vương quốc Lan Xang. Ông trị vì hai thời kỳ, lần đầu 1572 - 1575 và lần thứ hai 1580 - 1582.
Sen Soulintha sinh năm 1511 tại Nong Khai bên sông Mekong. Ông là con trai của một thương nhân tên Chan, được giáo dục ở Luang Phrabang và ông đã vươn lên hàng ngũ thống đốc. Dưới thời vua Xaysethathirath I, ông được thăng cấp Đại tướng và từ năm 1571 được bổ nhiệm nhiếp chính cho vua Nokeo Koumane. Tuy nhiên năm 1572 ông giành lấy quyền làm vua, là vua thứ 19 của Lan Xang.
Năm 1575, người Miến Điện bắt giữ được ông. Năm 1580 sau cái chết của Vua Voravongsa I họ đặt lại ông lên ngai vàng. Ông qua đời ở Viêng Chăn năm 1582. Người con trai cả của ông kế nhiệm, là vua Nakhon Noi.
Ông có hai con trai và một con gái:
- Chao Fa (Hoàng tử) Negara Nuya, năm 1582 lên ngôi vua Nakhon Noi.
- Chao Fa (Hoàng tử) Unga Lo, sau này năm 1623 lên ngôi vua Photisarath II.
- Chao Fa Nying (Công chúa) không rõ tên, người đã kết hôn là vợ thứ 4 của vua Xaysethathirath I.